# Пшемисл
Пшемисл (пољ. Przemyśl, изговор:  'pʃεmiɕl; укр. Перемишль, лат. Praemislia) град је у Пољској, у Војводству поткарпатском са око 68.000 становника (2005. године). Град лежи на реци Сан. У граду је развијена дрвна индустрија, а постоји и велика фабрика фарби. Град је важан саобраћајни чвор - кроз њега пролази међународни пут E-40а, у близини се налази и гранични прелаз са Украјином Медика (пољ. Medyka).
Пшемисл је град у коме се мешају бројне културе, народи (Пољаци, Украјинци, Роми) и религије (сем доминантних римокатолика Пшемисл је важно средиште унијата, православаца, а постоје и огранци протестаната: методисти, адвентисти, баптисти...
До Другог светског рата град је био важно седиште јеврејске заједнице, која је по подацима из 1931. године чинила 29,5% становништва града.

## Историја
Легенде о настанку града:
1. Неки властелин је ишао у лов, и на месту где је уловио медведа саградио је насеље које је имало медвеђи лик у грбу.
2. На територији данашњег града настало је насеље и људи су се питали како да је назову. Нека старија жена је рекла "Myśl, nie myśl, najlepszy będzie Przemyśl (мисли не мисли, најбоље ће бити Промисли“ – и тако је град добио име.

### Хронологија
- VIII век – На овом терену се насељавају први становници са вођом Пшемисл-Лестеком (пољ. Przemysł-Lestek), који по свом имену даје назив граду.
- IX век – Пшемисл постаје део великоморавске државе. Позван је римокатолички бискуп да покрсти становништво.
- 899.- Насеље заузимају Мађари.
- 940-тих - Насеље подпада под власт Кијевске Русије.
- 955. – Пшемисл постаје зависан од Чешке
- 970-их - Пшемисл улази у састав Пољске државе Мјешка I. Обновљена бискупија.
- 981—985. – Владимир Велики осваја насеље.
- 1018. – Болеслав Храбри поново прикључује Пшемисл Пољској.
- 1031. – Град окупира Кијевска Русија. Први Јевреји се насељавају у Пшемислу.
- 1069. – Болеслав Смели заузима град и на пар година постаје седиште монархије.
- 1086—1344. – Пшемисл се поново нашао у саставу Русије
- 1344. – Краљ Казимир III Велики враћа град у састав Пољске.
- 1389. – Пшемисл мења локацију, гради се зидани замак, а насеље се орађује великим зидинама са кулама. Настају нове цркве, манастири и ратуш.
- 1498. – Кроз град пролази војска мађарског владара Стефана Великог, који је освојио град и дозволио војницима да га опљачкају. После напуштања града спаљен је до темеља.
- 1648. – Опседа га козачки вођа Копистињски (Kopystyński), али је напад одбијен.
- 1656. – Шведски генерал Даглас (Douglas) опседа град, али после неког времена се повлачи.
- 1672. – Околину града су опустошили Татари.
- 1772. – Град заузима Аустрија – почиње стагнација града до добијања независности Галиције и изградње Тврђаве Пшемисл, (треће по величини у Европи).
- 1914—1918. – Тешке битке за град пошто је био фортификован.
- 1918—1919. – Пољско-Украјинске борбе за град.
- 1918—1939. – Пшемисл је седиште повјата (округа) у лвовском војводству .
- 1931. – Извршен попис по коме је у граду живело 62 272 становника, од којих су 39.430 (63,3%) били римокатолици, 18.376 (29,5%) – Јевреји, 4.391 (7%) –унијати, 85 (0,2%) – представници осталих религија.
- 1939—1941. – Град је подељен по реци Сан између Немачке и Совјетског Савеза.
- 1944. – Град ослобађа Црвена армија
- 1945—1975. – Пшемисл је седиште повјата (округа) у жешовском војводству.
- 1975—1998. – Седиште пжемиског војводства.
- од 1. јануара 1999. – опет постаје седиште повјата и прикључује се Војводству поткарпатском.

## Демографија
| 2012.  |
| ------ |
| 64.276 |

## Државни путеви
Пут бр. 28 - Затор (Zator) - Вадовице (Wadowice) - Нови Сонч (Nowy Sącz) - Горлице (Gorlice) - Бјеч (Biecz) - Јасло (Jasło) - Кросно (Krosno) - Санок (Sanok) - Медика (Medyka).

## Култура

### Центри културе
- Културни центар - Клуб „Пивњице“ (пољ. Piwnice) интернет страница
- Пшемислки центар културе и науке )пољ. Przemyskie Centrum Kultury i Nauki) интернет страница
- Омладински дом културе (пољ. Młodzieżowy Dom Kultury)

### Позоришта
- Позориште „Фредреум (пољ. Fredreum)" - интернет страница
- Омладински дом културе (пољ. Młodzieżowy Dom Kultury) интернет страница

### Биоскопи
- Биоскоп „КОСМОС (пољ. KOSMOS)" интернет страница Архивирано на веб-сајту  (6. новембар 2006)
- Биоскоп „ЦЕНТРУМ/центар/" интернет страница Архивирано на веб-сајту  (13. јануар 2007)

### Галерије
- Државна галерија заједничке уметности (пољ. aństwowa Galeria Sztuki Współczesnej) интернет страница
- Галерија фотографија при омладинском кошаркашком клубу „Њеђвјадек/Медведић/"
- Галерија ЗАМЕК/замак/
- Галерија ГАЛИЦИЈА (пољ. GALICJA)

### Клубови
- клуб „Њеђвјадек/Медведић/"
- клуб „Пивњице (пољ. Piwnice)"

### Цикличне културне манифестације
- Фестивал „Галиција (пољ. Galicja)" (организатор: општина Пшемисл)
- Дани заштитника града „Винцентијада"
- Фестивал „Агора (пољ. Agora)"

#### Филм и фотографија
- Промоција пољског филма (пољ. Promocja Filmu Polskiego) (организатор: одсек за културу општине Пшемисл)
- илмски маратон "Z Przemyślem w tle" (организатор: биоскоп Космос)

#### Књижевност
- Пшемислско поетско пролеће
- Турнеја приче једног песника (пољ. Turniej Wierszy Jednego Poety) (организатор: Јавна библиотека у Пшемислу)

## Образовање
У граду се налази 9 гимназија, 12 средњих и седам виших школа (факултета).

## Спорт
- Најпопуларнији спорт у Пшемислу је фудбал (клубови: „Полонија Пшемисл“ - Polonia Przemyśl и „Чувај Пшемисл“ Czuwaj Przemyśl), али популарни су кошарка ("Полонија Пшемисл“ - Polonia Przemyśl) и рукомет ("Чувај Пшемисл").

У граду се налазе:
- Стазе за скијање
- Затворен базен
- Тениски терени
- Вештачко клизалиште
- Скејт парк

Такође све популарнији постаје спуст кајаком долином реке Сан

## Знаменитости
- Римокатоличка катедрала
- Замак Казимировића
- Народни музеј Пшемислске земље (пољ. Muzeum Narodowy Ziemi Przemyskiej)
- Римокатоличка црква посвећена светој Марији Магдалени
- Римокатоличка црква посвећена светој Терези
- Римокатоличка црква посвећена светом Антонију
- Римокатоличка црква посвећена Светој Тројици
- Зграда бившег манастира доминиканаца
- Сахат-кула
- Заштитни зидови
- Тврђава Пшемисл
- Синагоге
- Јеврејско гробље из XIX. века

## Међународна сарадња
- Егер
- Јужни Кестевен
- Падерборн
- Лавов
- Трускавец
- Камјањец-Подиљски